# Tarlton (Ohio)
Tarlton es una villa ubicada en el condado de Pickaway en el estado estadounidense de Ohio. En el Censo de 2010 tenía una población de 282 habitantes y una densidad poblacional de 260,48 personas por km².

## Geografía
Tarlton se encuentra ubicada en las coordenadas 39°33′14″N 82°46′40″O / 39.55389, -82.77778. Según la Oficina del Censo de los Estados Unidos, Tarlton tiene una superficie total de 1.08 km², de la cual 1.08 km² corresponden a tierra firme y (0%) 0 km² es agua.

## Demografía
Según el censo de 2010, había 282 personas residiendo en Tarlton. La densidad de población era de 260,48 hab./km². De los 282 habitantes, Tarlton estaba compuesto por el 98.94% blancos, el 0.71% eran afroamericanos, el 0% eran amerindios, el 0% eran asiáticos, el 0% eran isleños del Pacífico, el 0% eran de otras razas y el 0.35% pertenecían a dos o más razas. Del total de la población el 2.84% eran hispanos o latinos de cualquier raza.